# Први глас Србије
Први глас Србије је музичко такмичење и ТВ шоу на Првој српској телевизији који је почео да се приказује у 2011. години.
Овај формат је често карактерисан као мешавина интернационалних формата Idol, The Voice i X Factor.
Емисије је постала веома популарна у Србији са великом гледаношћу. Такође је емисија постала препознатљива и у Црној Гори јер се емитује и у тој земљи.
Након победе у овом шоу, победник добија велику промоцију у Србији као и снимање деби-албума и велику суму новца.
Такмичење се емитовало у 2 сезоне.
У првој сезони (2011) победник је био Давор Јовановић, док је у другој сезони (2012) за победницу проглашена Мирна Радуловић.
У 2013. години је објављено да се након две сезоне такмичење више неће емитовати.

## Формат
Сви пријављени такмичари излазе пред жири и представљају се са по две песме, једном забавном и једном народном, наравно по свом избору. Сваки такмичар мора да има макар два позитивна гласа од стране трочланог жирија за даљи пролазак у радионице. Уколико такмичар не прође у даљу фазу такмичења, "тло под њим се отвара" и он пропада у рупу.
На радионицама, сваки ментор (члан жирија) има одређени број својих ученика. Кроз разне елиминације у радионицама, велики број такмичара се сведе на доста мањи, и управо ти изабрани такмичари одлазе у дуеле.
У дуелима су се такмичари боре један против другог кроз једну песму. Они заправо изводе дует. На крају извођења песме њихов ментор (члан жирија) одлучује који такмичар одлази, а који пролази у финалне вечери.
Сваки кандидат који је прошао, у финалној вечери се представља са песмом (када их остане мање представљају се са 2 песме) певајући уживо. После сваке изведбе, жири коментарише његов наступ. Гледаоци гласају, а на крају сваке вечери се објави двоје кандидата који имају најмањи број гласова публике. Они одлазе у дуел и у дуелу се представљају са још по једном песмом, по свом избору. После тога жири одлучује који кандидат остаје, а који одлази.
Када остане само 3 кандидата, они одлазе у суперфинале где публика својим гласовима бира треће место, а победника бира Жири.
Као награду, победник добија снимање свог деби-албума и велику суму новца.

## Прва сезона
Прва сезона музичког такмичења Први глас Србије почела је 10. септембра 2011. премијерним приказивањем прве епизоде.
Састав жирија током прве сезоне истоименог шоуа чинили су Владо Георгиев, као председавајући жирија, Лена Ковачевић и Саша Милошевић Маре.
Аудицијама у Нишу, Новом Саду и Београду је присуствовало преко пет хиљада пријављених такмичара.
На радионицама је велики број такмичара отпао, па их је остало само три пара такмичара од сваког ментора који су били спремни за дуеле.
Након дуела, њих десеторо су се кроз финалне вечери борили, а само један је успео да освоји титулу Првог гласа Србије.
Победник је проглашен 25. децембра, а то је био Давор Јовановић. Друго и треће место су заузели Игор Терзија и Невена Ђорђевић.
Још од самог почетка, ова телевизијска емисија је почела да руши рекорде гледаности. Прва сезона је била веома успешна, док је и суперфинале исте било најгледанија емисија тог дана.

## Друга сезона
Друга сезона музичког такмичења Први глас Србије почела је 9. септембра 2012.
Жири у другој сезони чине Владо Георгиев, Саша Милошевић Маре и Александра Радовић.
Број такмичара на аудицијама је премашио број из претходне сезоне.
Радионице су успешно прошле, а за викенд дуеле је припремљено 24 такмичара, тако да је било 12 дуела, знатно више него претходне сезоне.
У финалне вечери је ушло тринаест такмичара. Они су одмеравали певачке снаге у десет финалних емисија.
Једина измена у односу на прву сезону била је то што је победницу бирао жири, док је публика избацила трећепласирану.
Победница друге сезоне је проглашена 20. јануара, а то је Мирна Радуловић.
Заједно са другопласираном Невеном Божовић и трећепласираном Саром Јовановић, она је наступила у првом полуфиналу Песме Евровизије 2013. али нажалост оне нису прошле у финале такмичења.
Што се тиче гледаности, друга сезона је премашила прву сезону како због броја гледалаца, тако и због веће популарности такмичара а и саме емисије у медијима и на друштвеним мрежама.